# Дорожное (Северо-Казахстанская область)
Дорожное (каз. Дорожное) — упразднённое село в Тайыншинском районе Северо-Казахстанской области Казахстана. Село входило в состав Кантемировского сельского округа. Упразднено в 2010 году.

## Население
В 1999 году население села составляло 142 человека (68 мужчин и 74 женщины). По данным переписи 2009 года, в селе проживало 12 человек (7 мужчин и 5 женщин).